# Gemeliers
Gemeliers es un grupo musical español integrado por los hermanos gemelos Jesús y Daniel Oviedo Morilla (Mairena del Aljarafe, Sevilla, 21 de febrero de 1999). Alcanzaron la popularidad en 2014, tras su participación en la primera edición de La voz Kids.

## Trayectoria profesional
Los hermanos Daniel y Jesús empezaron en la televisión a la edad de 4 años, en el programa Menuda noche de Canal sur, liderado por Juan y Medio, donde pasaron gran parte de su infancia entrevistando a un gran número de famosos y donde se introdujeron en el mundo de la música, llegando a publicar un disco en 2009 titulado Menudos gemelos, compuesto por 10 canciones. Durante todo este tiempo participaron en el coro de la parroquia del Espíritu Santo de Mairena del Aljarafe.
En 2010 participaron en el programa Quiero cantar de Antena 3.
El gran salto a la música no llegó hasta 2014, a la edad de 14 años, cuando participaron en la primera edición junior de La voz, tras superar las audiciones a ciegas interpretando la canción de Luis Fonsi. Quedaron eliminados en la primera batalla, donde interpretaron el tema Amiga mía de Alejandro Sanz.
Tras su salida de La voz kids los dos gemelos firmaron con la discográfica Pep's Records. El 26 de marzo de 2014 publicaron su primer sencillo «Lo mejor está por venir».
A finales de mayo de ese mismo año sacaron un disco que llevaba el nombre de su primer videoclip, compuesto por 11 temas. Pronto se situó en el top de ventas y en el mes de julio ganaron el disco de oro de ventas por lograr 20 000 ventas, en octubre el disco de platino por 40.000 discos vendidos y a finales de año llegó el doble disco de platino.[cita requerida]
La gira de 50 conciertos recibió el mismo nombre y recorrió varias ciudades de España consiguiendo agotar las entradas en múltiples ocasiones, y en grandes recintos como Fibes en Sevilla, el Palacio de los Deportes de Madrid en dos ocasiones, el Palau Sant Jordi de Barcelona o en el Martín Carpena de Málaga. Además uno de los momentos más importantes de la gira ocurrió cuando David Bisbal les invitó a colaborar en uno de sus conciertos en la ciudad de Granada y los 3 cantaron «Dígale». Finalmente con el disco Lo mejor está por venir sacaron una reedición con colaboraciones con Xuso Jones y Jaime Terrón y se publicó un DVD con los conciertos de Madrid y Barcelona. A los conciertos hay que sumarle la gira de firmas de discos, también por toda España, que en algunas ocasiones han tenido que extender hasta altas horas de la madrugada. En Barcelona, se tuvo que suspender la firma porque los fanes colapsaron la Avenida Diagonal.[cita requerida]
En noviembre de 2014, y con toda la euforia del disco de platino, publicaron su biografía en la que narran sus vivencias, así como los secretos más íntimos de cada uno.
Un año después de Lo mejor está por venir, sacaron su segundo disco, Mil y una noches, del mismo corte que el anterior pero con canciones más adultas en el que se notaba el cambio en las voces de los dos artistas. De nuevo 11 canciones integraron este disco. El disco de oro llegó en menos de una semana, apareciendo en la lista como número 1. En mayo de 2015 empezó la nueva gira, que ya se ha conseguido llenar el Auditorio Rocío Jurado. Poco después consiguieron el disco de platino, que fue entregado en el programa Qué tiempo tan feliz. Y actualmente es doble disco de platino por las 80.000 copias vendidas en España.
En dicho disco, sacaron cuatro videoclips llamados «Grandes», «No hay nadie como tú», «Chicas, chicas» y «Tan grande la mía».
En mayo de 2015 Gemeliers emprendieron su primer viaje al extranjero para dar a conocer su música en México, Colombia y Ecuador. Allí se pasearon por varios canales de televisión y radio y realizaron varias firmas de discos. Gemeliers también cantó en Roma, en el Coca Cola Summer Festival, ante 50.000 personas, junto a otros artistas.
Más tarde su música se exportó a Italia, país donde los Gemeliers lanzaron su segundo álbum y que el dúo homenajeó en la reedición del álbum Mil y una noches con la adición de dos canciones en italiano.
El 29 de julio de 2016, anunciaron su intercambio de discográfica a Sony Music Spain y el 16 de septiembre lanzaron su nuevo álbum Gracias.
El videoclip del sencillo que da nombre a su nuevo trabajo ya ha superado las 84 visitas en un rango de 3 semanas.[cita requerida] El vídeo es un popurrí de vídeos y fotos de ellos a lo largo de su trayectoria. En una parte del videoclip se pueden distinguir varias fotos con sus fanes, que según declaraciones de estos: «esta canción la dedicamos tanto a nuestras fans como a las diferentes personas que nos han ayudado a llegar hasta aquí»[cita requerida].
La ruta de firmas comenzó con gran éxito el 16 de septiembre en Madrid, donde se vendieron los 600 discos que estaban disponibles para la firma, y continuó por las diferentes ciudades de la geografía española llegando a ser disco de oro y número 1 en España en su primera semana de lanzamiento.
En 2017 lanzan la reedición de Gracias y consiguen estar 6 semanas en el número 1 de ventas.
En 2018 lanzan su nuevo trabajo titulado Stereo en el que consiguen de nuevo ser número 1 en ventas en España y al año siguiente se embarcan en una gira por las principales ciudades de España.
Ya como estrellas consagradas, en 2020, participan en la octava edición del exitoso programa musical de Antena 3, Tu cara me suena y, en 2021, concursan en el nuevo formato televisivo Secret Story: La casa de los secretos, reality emitido en Telecinco convirtiéndose en finalistas, quedando en 3 posición .

## Discografía

### Álbumes de estudio
- 2009: Menudos gemelos
- 2014: Lo mejor está por venir
- 2015: Mil y una noches
- 2016: Gracias
- 2018: Stereo

### Álbumes en directo
- 2015: Gemeliers en concierto. Gracias por nuestra primera gira

### Reediciones
- 2014: Lo mejor está por venir. Edición especial limitada
- 2015: Mil y una noches. Edición especial
- 2017: Gracias. Edición deluxe
- 2018: Stereo. Hell/Heaven Edition

### Sencillos
- 2014: Lo mejor está por venir
- 2014: Prefiero decírtelo así
- 2014: Tan solo tú y yo (con Mauricio Rivera)
- 2015: Grandes
- 2015: No hay nadie cómo tú
- 2015: Chicas, chicas
- 2016: Tan mía
- 2016: Gracias
- 2017: Si te vas
- 2017: Que es lo que te falta
- 2017: Per Incontrarti Ancora
- 2017: Duele (con Ventino)
- 2018: Tímida
- 2018: Amor en stereo
- 2018: Lento (con Joey Montana y Sharlene)
- 2018: Yo no contaba contigo (con Silvestre Dangond)
- 2019: Ella es de las mías
- 2019: Tacones (con Yera y Skinny Happy)
- 2019: Ya no me duele
- 2021:  Un millón
- 2023:  Beber x Beber
- 2023: Na de Na

## Premios
- 2014:
  - Disco de Oro por las 20.000 copias vendidas de Lo mejor está por venir, en España.
  - Disco de platino por las 40.000 ventas de Lo mejor está por venir, en España.
  - Doble disco de platino por las 80.000 ventas de Lo mejor está por venir, en España.

- 2015:
  - Nickelodeon Kids Choice Awards al mejor artista español[10]
  - Disco de Oro por las 20.000 ventas de Mil y una noches, en España
  - Disco de platino por las 40.000 ventas de "Mil y una noches", en España
  - Neox Fan Awards al Grupo que lo Peta

- 2016:
  - Doble disco de platino por las 80.000 ventas de Mil y una noches, en España
  - Disco de Oro por las 20.000 ventas de "Gracias", en España

- 2017:
  - Disco de platino por las 40.000 ventas de "Gracias" en España
  - Radio Disney Music Awards al premio 'Lo Nuestro'
  - Premio en Menuda Noche a los artistas que más veces han ido

## Filmografía

### Películas y programas de televisión
Televisión
- Menuda noche (2004) - Concursantes en Canal Sur Televisión.
- Quiero cantar (2010) - Concursantes en Antena 3.
- La Voz Kids (2014) - Concursantes en Telecinco.
- ¡Vaya fauna! (2015) - Jurado en Telecinco.
- El Amor está en el Aire (2016) - Invitados en Antena 3.
- Land Rober - Tunai Show (2016) (2022) - Invitados en TVG
- Yo quisiera - 7 Episodios en Divinity.
- Hazte un selfi (2017) - Invitados en Cuatro.
- MasterChef (2018) - Invitados en TVE.
- Tu cara me suena (2020) - Concursantes en Antena 3
- Secret Story: La casa de los secretos (2021) - Concursantes en Telecinco
- ¡Viva la fiesta! (2022-2023) - invitado en Telecinco

Varios
- Gemeliers en concierto: Madrid y Barcelona (2014).

Película
- Mascotas (2016). Prod.: Universal Studios - BSO en español.

## Libros
Han colaborado con Cristina Boscá en su trilogía llamada Forever, siendo los protagonistas principales de la misma. Dicha saga se compone de Se buscan princesas,Siempre junto a ti y Mil formas de decir te quiero. También tienen dos biografías, la primera la  publicaron en 2014 y se llama Juntos por una ilusión y la segunda se publicó en 2015 y se llama Mil y una historias por vivir.